# Elecciones provinciales de San Juan de 2023
Las elecciones generales de la provincia de San Juan de 2023 se realizaron el 2 de julio de 2023. Previamente, el día 14 de mayo, fecha original de dichos comicios se realizaron las elecciones de los 36 escaños de la Cámara de Diputados provincial, intendentes y concejales. Sergio Uñac, gobernador desde 2015 y vicegobernador entre 2011 y 2015, planeó presentarse a un tercer mandato como gobernador. El 9 de mayo la Corte Suprema de Justicia suspendió las elecciones al hacer lugar a una medida cautelar de fuerzas opositoras que argumentaron que la candidatura de Uñac no respetaba la alternancia reglamentada en la Constitución provincial.
El 1 de junio la Corte Suprema dispuso que Uñac está inhabilitado para ser candidato a gobernador, al mismo tiempo que el Tribunal Electoral Provincial llamó a elecciones para el 2 de julio.
Al no haber elecciones PASO, se pondrá en funcionamiento el Sistema de Participación Democrática (SIPAD), asimilable a la Ley de Lemas.

## Cronograma oficial electoral
| Fecha    | suceso |
| -------- | --- |
| 23/02/23 | Presentación de frentes y/o Alianzas electorales.                                                                 |
| 26/03/23 | Fin del plazo para expedirse del T.E.P sobre el reconocimiento de las Alianzas Electorales presentadas.           |
| 05/03/23 | Cierre registro de electores con prisión preventiva.                                                              |
| 05/03/23 | Cierre del padrón electoral provisorio, y fecha límite para la unclusion de novedades registradas.                |
| 05/03/23 | Fin del plazo para la presentación de agrupaciones políticas                                                      |
| 14/03/23 | Publicación del padrón electoral provisorio.                                                                      |
| 14/03/23 | Publicación del padrón electoral provisorio de extranjeros en los Juzgados de Paz.                                |
| 15/03/23 | Fin de plazo para que las sub-agrupaciones políticas soliciten reconocimiento ante el TEP.                        |
| 20/03/23 | Fin del plazo para expedirse el TEP sobre el reconocimiento de las sub-agrupaciones políticas.                    |
| 21/03/23 | Fin del plazo para reclamos sobre datos en el padrón electoral (incluido extranjeros)                             |
| 22/03/23 | Fin del plazo para subsanar objeciones formuladas por el TEP a las sub-agrupaciones políticas presentadas.        |
| 25/03/23 | Presentación de candidatos ante el TEP por parte de las Alianzas, Frentes Electorales y/o Agrupaciones políticas. |
| 04/04/23 | Fin del plazo para presentar viáticos a las autoridades de mesa.                                                  |
| 14/04/23 | Fin del plazo para la presentación de custodia de establecimientos y mesas electorales.                           |
| 09/04/23 | Inicio de la campaña electoral.                                                                                   |
| 14/04/23 | Fin del plazo para la presentación de boletas partidarias.                                                        |
| 14/04/23 | Publicación del padrón electoral definitivo                                                                       |
| 14/04/23 | Fin del plazo para la ubicación de mesas.                                                                         |
| 24/04/23 | Fin del plazo para la designación de autoridades de mesas y delegados.                                            |
| 29/04/23 | Publicación de las autoridades de mesas.                                                                          |
| 04/05/23 | Fin del plazo para subsanar errores en el padrón electoral definitivo.                                            |
| 04/05/23 | Fin del plazo para comunicar al TEP la designación de fiscales generales de mesa.                                 |
| 12/05/23 | Fin de la campaña electoral y comienzo de la veda.                                                                |
| 14/05/23 | Elecciones Generales (elección para gobernador y vice suspendidas se realizaron el 2 de julio de 2023)            |
| 16/05/23 | Vence el plazo para protestas y reclamos por parte de electores y agrupaciones políticas.                         |
| 16/05/23 | Inicio del escrutinio definitivo (departamentos y legislatura provincial)                                         |
| 02/07/23 | Inicio del escrutinio definitivo (gobernador)                                                                     |

## Candidatos
| Logo                              | Logo                                                              | Agrupación                                               | Partidos en la Alianza | Subagrupación                    | Candidato a gobernador           | Candidato a gobernador     | Candidato a vicegobernador | Candidato a vicegobernador |
| --------------------------------- | ----------------------------------------------------------------- | -------------------------------------------------------- | --- | -------------------------------- | -------------------------------- | -------------------------- | -------------------------- | -------------------------- |
|                                   | San Juan por Todos 2023                                           | Frente San Juan por Todos                                | Ver partidos: - Partido Justicialista - Partido Bloquista - Partido Conservador Popular - Partido Unidad y Progreso - Frente Grande - Partido Popular Participativo - Partido Convicción Federal - Movimiento de Integración y Desarrollo - Partido Crecimiento Económico y Equilibrio Republicano - Partido del Trabajo y la Equidad - Partido Fuerza y Unión del Sur - Frente Renovador - Partido Socialista - Partido Igualar - Partido Patria Grande - Movimiento Libres del Sur - Partido Podemos - Partido Somos Integración - Partido Mejor Nosotros - Partido Esperanza Nueva - Partido Unión y Lealtad - Partido del Trabajo y del Pueblo | San Juan Vuelve                  |                                  | José Luis Gioja            |                            | Fabián Gramajo             |
| - Diputado de la Nación Argentina | - Diputado de la Nación Argentina                                 | Frente San Juan por Todos                                | Ver partidos: - Partido Justicialista - Partido Bloquista - Partido Conservador Popular - Partido Unidad y Progreso - Frente Grande - Partido Popular Participativo - Partido Convicción Federal - Movimiento de Integración y Desarrollo - Partido Crecimiento Económico y Equilibrio Republicano - Partido del Trabajo y la Equidad - Partido Fuerza y Unión del Sur - Frente Renovador - Partido Socialista - Partido Igualar - Partido Patria Grande - Movimiento Libres del Sur - Partido Podemos - Partido Somos Integración - Partido Mejor Nosotros - Partido Esperanza Nueva - Partido Unión y Lealtad - Partido del Trabajo y del Pueblo | San Juan Vuelve                  | - Intendente de Chimbas          | - Intendente de Chimbas    |                            |                            |
| Vamos San Juan                    | San Juan por Todos 2023                                           | Frente San Juan por Todos                                | Ver partidos: - Partido Justicialista - Partido Bloquista - Partido Conservador Popular - Partido Unidad y Progreso - Frente Grande - Partido Popular Participativo - Partido Convicción Federal - Movimiento de Integración y Desarrollo - Partido Crecimiento Económico y Equilibrio Republicano - Partido del Trabajo y la Equidad - Partido Fuerza y Unión del Sur - Frente Renovador - Partido Socialista - Partido Igualar - Partido Patria Grande - Movimiento Libres del Sur - Partido Podemos - Partido Somos Integración - Partido Mejor Nosotros - Partido Esperanza Nueva - Partido Unión y Lealtad - Partido del Trabajo y del Pueblo |                                  | Ruben Uñac                       |                            | Cristian Andino            |                            |
| Vamos San Juan                    | San Juan por Todos 2023                                           | Frente San Juan por Todos                                | Ver partidos: - Partido Justicialista - Partido Bloquista - Partido Conservador Popular - Partido Unidad y Progreso - Frente Grande - Partido Popular Participativo - Partido Convicción Federal - Movimiento de Integración y Desarrollo - Partido Crecimiento Económico y Equilibrio Republicano - Partido del Trabajo y la Equidad - Partido Fuerza y Unión del Sur - Frente Renovador - Partido Socialista - Partido Igualar - Partido Patria Grande - Movimiento Libres del Sur - Partido Podemos - Partido Somos Integración - Partido Mejor Nosotros - Partido Esperanza Nueva - Partido Unión y Lealtad - Partido del Trabajo y del Pueblo | - Senador de la Nación Argentina | - Senador de la Nación Argentina | - Intendente de San Martín | - Intendente de San Martín |                            |
|                                   |                                                                   | Unidos por San Juan                                      | Ver partidos: - Propuesta Republicana - Producción y Trabajo - Dignidad Ciudadana - Republicanos Unidos - Actuar | Cambia San Juan                  |                                  | Marcelo Orrego             |                            | Fabián Martín              |
| - Diputado de la Nación Argentina | - Diputado de la Nación Argentina                                 | Unidos por San Juan                                      | Ver partidos: - Propuesta Republicana - Producción y Trabajo - Dignidad Ciudadana - Republicanos Unidos - Actuar | Cambia San Juan                  | - Intendente de Rivadavia        | - Intendente de Rivadavia  |                            |                            |
| Juntos                            |                                                                   | Unidos por San Juan                                      | Ver partidos: - Propuesta Republicana - Producción y Trabajo - Dignidad Ciudadana - Republicanos Unidos - Actuar | Marcelo Arancibia                |                                  | Oscar Marconi              |                            |                            |
| Juntos                            |                                                                   |                                                          | Ver partidos: - Propuesta Republicana - Producción y Trabajo - Dignidad Ciudadana - Republicanos Unidos - Actuar |                                  |                                  |                            |                            |                            |
| Evolución Liberal                 |                                                                   | Unidos por San Juan                                      | Ver partidos: - Propuesta Republicana - Producción y Trabajo - Dignidad Ciudadana - Republicanos Unidos - Actuar | Sergio Vallejos                  |                                  | Federica Mariconda         |                            |                            |
| Evolución Liberal                 |                                                                   | Unidos por San Juan                                      | Ver partidos: - Propuesta Republicana - Producción y Trabajo - Dignidad Ciudadana - Republicanos Unidos - Actuar | - Periodista                     |                                  |                            |                            |                            |
| San Juan al Futuro                |                                                                   | Unidos por San Juan                                      | Ver partidos: - Propuesta Republicana - Producción y Trabajo - Dignidad Ciudadana - Republicanos Unidos - Actuar | Eduardo Cáceres                  |                                  | Romina López               |                            |                            |
| San Juan al Futuro                | - Ex Diputado de la Nación Argentina (2013-2021)                  | Unidos por San Juan                                      | Ver partidos: - Propuesta Republicana - Producción y Trabajo - Dignidad Ciudadana - Republicanos Unidos - Actuar |                                  |                                  |                            |                            |                            |
|                                   |                                                                   | Desarrollo y Libertad                                    | Ver partidos: - Partido Libertario - Cruzada Renovadora - Acción por una Democracia Nueva - Partido Demócrata - Partido Demócrata Cristiano - Fuerza Liberal | Desarrollo y Unidad              |                                  | Agustín Ramírez            |                            | Eduardo Beatrice           |
|                                   |                                                                   |                                                          | Ver partidos: - Partido Libertario - Cruzada Renovadora - Acción por una Democracia Nueva - Partido Demócrata - Partido Demócrata Cristiano - Fuerza Liberal | Desarrollo y Unidad              |                                  |                            |                            |                            |
| El Rugido de la Libertad          |                                                                   | Desarrollo y Libertad                                    | Ver partidos: - Partido Libertario - Cruzada Renovadora - Acción por una Democracia Nueva - Partido Demócrata - Partido Demócrata Cristiano - Fuerza Liberal | Paola Miers                      |                                  | Carlos Iramaín             |                            |                            |
| El Rugido de la Libertad          | - Presidenta del Partido Demócrata Cristiano de San Juan          | - Presidenta del Partido Demócrata Cristiano de San Juan | Ver partidos: - Partido Libertario - Cruzada Renovadora - Acción por una Democracia Nueva - Partido Demócrata - Partido Demócrata Cristiano - Fuerza Liberal | - Doctor                         | - Doctor                         |                            |                            |                            |
| Libertarios                       | [[File:Yolanda Agüero.png\|100px\|alt={{{Alt\|{{{descripción}}}]] | Desarrollo y Libertad                                    | Ver partidos: - Partido Libertario - Cruzada Renovadora - Acción por una Democracia Nueva - Partido Demócrata - Partido Demócrata Cristiano - Fuerza Liberal | Yolanda Agüero                   |                                  | Gastón Briozzo             |                            |                            |
| Libertarios                       | - Presidenta del Partido Libertario de San Juan                   | - Presidenta del Partido Libertario de San Juan          | Ver partidos: - Partido Libertario - Cruzada Renovadora - Acción por una Democracia Nueva - Partido Demócrata - Partido Demócrata Cristiano - Fuerza Liberal | - Contador                       | - Contador                       |                            |                            |                            |
|                                   |                                                                   | Frente de Izquierda y Trabajadores                       | Ver partidos: - Movimiento Socialista de los Trabajadores - Partido Obrero - Izquierda Socialista - Partido de los Trabajadores Socialistas | Sin subagrupaciones              |                                  | Cristian Jurado            |                            | Gloria Cimino              |
|                                   |                                                                   | Frente de Izquierda y Trabajadores                       | Ver partidos: - Movimiento Socialista de los Trabajadores - Partido Obrero - Izquierda Socialista - Partido de los Trabajadores Socialistas | Sin subagrupaciones              | - Docente                        |                            |                            |                            |

## Encuestas de opinión
| Fecha                    | Encuestadora            | Muestra | Frente de Todos |       |      |      | Otros | Blanco | Indecisos | Ventaja |
| ------------------------ | ----------------------- | ------- | --------------- | ----- | ---- | ---- | ----- | ------ | --------- | ------- |
| Fecha                    | Encuestadora            | Muestra |                 |       |      |      | Otros | Blanco | Indecisos | Ventaja |
| 2 de julio de 2023       | Elecciones provinciales | -       | 43,94           | 51,60 | 3,67 | 0,80 | -     | 0,57   | -         | 7,66    |
|                          |                         |         |                 |       |      |      |       |        |           |         |
| 17 - 21 de junio de 2023 | Datos y Tendencias      | 1.200   | 39,2            | 48,1  | 6,4  | 0,6  | -     | 1,9    | 3,8       | 8,9     |
| 1-10 de junio de 2023    | ARESCO                  | 2.000   | 47,9            | 42,0  | 3,8  | 1,8  | -     | 2,4    | -         | 5,9     |
| 21 - 24 de abril de 2023 | Tres Punto Cero         | 1.010   | 48,5            | 34,4  | 6,7  | 2,9  | -     | 1,7    | 5,8       | 14,1    |
| 1 - 10 de abril de 2023  | IOPPS                   | 6.950   | 46,7            | 41,4  | 2,2  | 0,5  | -     | -      | 9,2       | 5,3     |
| 1 - 7 de abril de 2023   | Punto Clave             | 3.250   | 35              | 49,2  | 2,5  | 6    | -     | 2      | 5,3       | 14,2    |
|                          |                         |         |                 |       |      |      |       |        |           |         |
| 14 de noviembre de 2021  | Elecciones legislativas | -       | 43,58           | 42,14 | -    | 5,72 | 8,56  | 1,61   | -         | 1,44    |

## Resultados

### Gobernador y vicegobernador
| Agrupación               | Agrupación                                     | Subagrupación         | Fórmula               | Fórmula               | Subagrupación         | Subagrupación         | Agrupación | Agrupación |
| Agrupación               | Agrupación                                     | Subagrupación         | Gobernador            | Vicegobernador        | Votos                 | %                     | Votos      | %          |
| ------------------------ | ---------------------------------------------- | --------------------- | --------------------- | --------------------- | --------------------- | --------------------- | ---------- | ---------- |
|                          | Unidos por San Juan                            | Cambia San Juan       | Marcelo Orrego        | Fabián Martín         | 215.901               | 96,54                 | 223.642    | 51,60      |
| Juntos                   | Unidos por San Juan                            | Marcelo Arancibia     | Oscar Marconi         | 4.123                 | 1,84                  |                       | 223.642    | 51,60      |
| Evolución Liberal        | Unidos por San Juan                            | Sergio Vallejos       | Federica Mariconda    | 2.002                 | 0,90                  |                       | 223.642    | 51,60      |
| San Juan al Futuro       | Unidos por San Juan                            | Eduardo Cáceres       | Romina López          | 1.616                 | 0,72                  |                       | 223.642    | 51,60      |
|                          | San Juan por Todos                             | San Juan Vuelve       | José Luis Gioja       | Fabián Gramajo        | 117.938               | 61,93                 | 190.450    | 43,94      |
| Vamos San Juan           | San Juan por Todos                             | José Rubén Uñac       | Cristian Andino       | 72.512                | 38,07                 |                       | 190.450    | 43,94      |
|                          | Desarrollo y Libertad                          | Desarrollo y Unidad   | Agustín Ramírez       | Eduardo Beatrice      | 7.852                 | 49,41                 | 15.892     | 3,67       |
| El Rugido de la Libertad | Desarrollo y Libertad                          | Paola Miers           | Carlos Iramain        | 5.486                 | 34,52                 |                       | 15.892     | 3,67       |
| Libertarios              | Desarrollo y Libertad                          | Yolanda Agüero        | Gastón Briozzo        | 2.554                 | 16,07                 |                       | 15.892     | 3,67       |
|                          | Frente de Izquierda y de Trabajadores - Unidad | —                     | Cristian Jurado       | Gloria Cimino         | —                     | —                     | 3.472      | 0,80       |
| Votos positivos          | Votos positivos                                | Votos positivos       | Votos positivos       | Votos positivos       | Votos positivos       | Votos positivos       | 433.456    | 98,23      |
| Votos en blanco          | Votos en blanco                                | Votos en blanco       | Votos en blanco       | Votos en blanco       | Votos en blanco       | Votos en blanco       | 2.537      | 0,57       |
| Votos anulados           | Votos anulados                                 | Votos anulados        | Votos anulados        | Votos anulados        | Votos anulados        | Votos anulados        | 5.292      | 1,20       |
| Participación            | Participación                                  | Participación         | Participación         | Participación         | Participación         | Participación         | 441.285    | 73,15      |
| Electores registrados    | Electores registrados                          | Electores registrados | Electores registrados | Electores registrados | Electores registrados | Electores registrados | 603.276    | 100        |
| Fuente:                  |                                                |                       |                       |                       |                       |                       |            |            |

### Cámara de Diputados
Las elecciones para la legislatura se llevaron a cabo el 14 de mayo de 2023, según lo establecido en el cronograma electoral. De los 36 escaños a renovar, 17 se eligen de forma proporcional y 19 por cada uno de los 19 departamentos de la provincia.
| Agrupación               | Agrupación                                     | Subagrupación | Diputado proporcional | Diputado proporcional | Diputado proporcional | Diputado proporcional | Diputado proporcional | Diputado proporcional | Diputado proporcional | Diputado departamental | Diputado departamental | Diputado departamental | Bancas totales |
| Agrupación               | Agrupación                                     | Subagrupación | Subagrupación | Subagrupación         | Subagrupación         | Subagrupación         | Agrupación            | Agrupación            | Agrupación            | Agrupación             | Agrupación             | Agrupación             | Bancas totales |
| Agrupación               | Agrupación                                     | Subagrupación | Candidatos | Votos                 | %                     | Bancas                | Votos                 | %                     | Bancas                | Votos                  | %                      | Bancas                 | Bancas totales |
| ------------------------ | ---------------------------------------------- | --- | --- | --------------------- | --------------------- | --------------------- | --------------------- | --------------------- | --------------------- | ---------------------- | ---------------------- | ---------------------- | -------------- |
|                          | San Juan por Todos                             | Vamos San Juan | Ver candidatos: 1. Cristina López Valverde 2. Luis Hernán Rueda 3. Marisa Sandra López 4. Eduardo Omar Cabello 5. María Fernanda Paredes 6. Horacio Juan Quiroga 7. Florencia Peñaloza 8. Federico Rizzo 9. Graciela Barraza 10. Matías Sotomayor 11. María Elena Narváez 12. Raúl Romero 13. Mariana Cabello 14. Carlos Sánchez 15. Verónica Laura Díaz 16. Martín Azcona 17. Ana Paula Anzor                                                                                             | 137.969               | 62,76                 | 6/17                  | 219.849               | 53,25                 | 9/17                  | 221.945                | 52,42                  | 14/19                  | 23/36          |
| San Juan Vuelve          | San Juan por Todos                             | Ver candidatos: 1. Mario Alberto Herrero 2. Graciela Hilda Seva 3. Franco Sebastián Aranda Croce 4. Sandra Daniela Castro 5. Juan Carlos Salvado 6. Celina Belén Marín Torrent 7. Gustavo Javier Gallego 8. María Zepeda 9. Federico Sisterna 10. Andrea Mariel Pardini 11. Gabriel Bordón 12. Cintia Natacha Ríos 13. Antonio Raúl Tapia 14. Argentina Rosario Tejada 15. Javier Eduardo Lara Ojeda 16. Valeria Yanina Argüello 17. Juan Carlos Costela                                                                         | 81.880 | 37,24                 | 3/17                  |                       | 219.849               | 53,25                 | 9/17                  | 221.945                | 52,42                  | 14/19                  | 23/36          |
|                          | Unidos por San Juan                            | Cambia San Juan | Ver candidatos: 1. Carlos Gustavo Jaime Quiroga 2. Marcela Ruth Quiroga 3. Jorge Daniel Ripoll 4. María Rita Lescano 5. Enzo Ariel Cornejo 6. Alejandra Natalia Leonardo 7. Gustavo Walter Usín 8. Marcela Montaña 9. Fernando Perea 10. Alicia Mabel Vargas 11. Federico Cordero 12. Lorena Acosta 13. Juan Pablo Medina 14. Claudia Sarmiento 15. Lucas Becerra 16. Giselle Fernández 17. Pedro Puigdomeneche                                                                            | 144.293               | 90,81                 | 7/17                  | 158.899               | 38,49                 | 7/17                  | 165.734                | 39,15                  | 5/19                   | 12/36          |
| Juntos                   | Unidos por San Juan                            | Ver candidatos: 1. Diego Miguel Seguí 2. Patricia Castro Rovira 3. Facundo Guzmán 4. Mariana Yanzón Domínguez 5. Luis Luna 6. Rosmary Galiana 7. Oscar Arredondo 8. Ángela Giraldi 9. Esteban Norberto Vega 10. Mariela Inés Herrero 11. Emilio Romero 12. Claudia Martín 13. Marcelo Seguin 14. Estela Lucía Quiroga 15. Arturo Zamora 16. Matilde Da Rold 17. Neris Rubén Barrera | 6.369 | 4,01                  | —                     |                       | 158.899               | 38,49                 | 7/17                  | 165.734                | 39,15                  | 5/19                   | 12/36          |
| Evolución Liberal        | Unidos por San Juan                            | Ver candidatos: 1. Federico Auger 2. Gabriela Tosi Blanco 3. Mario Ortiz 4. Lucía Arias 5. Jorge Amarfil 6. Maira Ayelén Rodríguez 7. Jorge Williams Mareca 8. Luciana Gisella Colicchia Lloret 9. Pedro Lucio Campillo Manrique 10. María Lucila Olivera 11. Héctor Antonio Martín 12. Fátima Agustina Rojo Jas 13. Claudio Germán Godoy Benteo 14. María del Valle Ruiz Reynoso 15. Sergio Fernando Sandovar 16. Mariana Soledad Giménez Domínguez 17. David Omar Moragues Agüero                                              | 5.034 | 3,17                  | —                     |                       | 158.899               | 38,49                 | 7/17                  | 165.734                | 39,15                  | 5/19                   | 12/36          |
| San Juan al Futuro       | Unidos por San Juan                            | Ver candidatos: 1. Gerardo Andrés Cáceres 2. Natalia Sánchez Ejarque 3. Nicolás Agustín Mana 4. Gema Cayetana Mareca 5. Ariel David Giménez 6. María Celeste López Dibella 7. Federico Javier Canovas La Mattina 8. Carina Mónica Morán 9. Carlos Agüero 10. María Natacha Fernández 11. Teo Enrique Alzogaray Cardozo 12. Adriana María de Lourdes López 13. Daniel Putruele Gallerano Ventura 14. Jimena del Rosario Godoy Bustos 15. Alan Ignacio Herrera 16. Ana Guadalupe Zumel Gregori 17. Máximo Ernesto Bogni Cardozo    | 3.203 | 2,02                  | —                     |                       | 158.899               | 38,49                 | 7/17                  | 165.734                | 39,15                  | 5/19                   | 12/36          |
|                          | Desarrollo y Libertad                          | Desarrollo y Unidad | Ver candidatos: 1. Fernando Rodolfo Patinella 2. Natalia Belén Gómez 3. José Alejandro Gómez 4. Laura Jennifer Peña Muñoz 5. José Marcelo Pereyra Cuevas 6. Claudia Mariel Zabala 7. José Luis Perafita 8. Ruth Eliana Aballay 9. Roberto Salvador Bel 10. Amalia Manzano 11. Pascual Valentín de la Rosa 12. Elizabeth Rosana Molina Flores 13. Luis Sergio Valdez 14. Ana América Tejada 15. Juan Manuel Amoros 16. Claudia Marina Gallardo 17. Santiago Joaquín Jorquera                | 16.001                | 53,01                 | 1/17                  | 30.184                | 7,31                  | 1/17                  | 31.949                 | 7,55                   | —                      | 1/36           |
| El Rugido de la Libertad | Desarrollo y Libertad                          | Ver candidatos: 1. Darío David Isaac Peña Muñoz 2. María Esther Díaz 3. Carlos Alberto Acosta 4. María Belén Espin 5. Josué Esteban Balmaceda Castillo 6. Alicia Elizabeth Montoro 7. Cristian Emmanuel Eduardo Rodríguez 8. Rocío del Valle Arias 9. Leonardo Weber 10. Isabel del Carmen Illa Caparros 11. Franco Emanuel Villafañe Chávez 12. Gabriela Joana Benegas Porres 13. Guillermo Eduardo Fernández 14. Marcia Estefanía Mereles 15. Octavio Ariel Maurín Gómez 16. Magalí Ludmila Naranjo 17. Javier Darío del Canto | 8.950 | 29,65                 | —                     |                       | 30.184                | 7,31                  | 1/17                  | 31.949                 | 7,55                   | —                      | 1/36           |
| Libertarios              | Desarrollo y Libertad                          | Ver candidatos: 1. Iván Noé Trigo 2. Lorena Cecilia Chirino 3. Manuel Alejandro Galdeano 4. Susana Isabel Agüero 5. Germán Galdeano Carrizo 6. Gisel Soledad Alfaro 7. Andrés Gustavo Godoy 8. Claudia Mabel Ramos 9. Ramiro Daniel Kermen 10. Rosana Josefina Olivieri 11. Dante Alejandro Rodríguez 12. Gisela Vanina Cielo 13. Gabriel Alexander Paz Tobares 14. Yamila Mariel Esquivel 15. Renzo Francisco Canto Torres 16. Micaela Luciana Álvarez Espejo 17. Ernesto David García Olmedo                                   | 5.233 | 17,34                 | —                     |                       | 30.184                | 7,31                  | 1/17                  | 31.949                 | 7,55                   | —                      | 1/36           |
|                          | Frente de Izquierda y de Trabajadores - Unidad | — | Ver candidatos: 1. Nicolás Marcos Méndez 2. Mary Garrido 3. Mauricio Robledo Chasco 4. Melian Victoria Barbieri Cimino 5. Rodolfo Jesús Caballero 6. Emilce Evelin Castillo 7. Franco Miguel Lategano 8. Sofía Alesandra Cortes Sutherland 9. Ilan Kalierof 10. Yanina Patricia Morales 11. Genaro José María Sosa 12. Alicia Elizabeth Morales Quiroga 13. Mauricio Eduardo Núñez 14. Daniela Beatriz Roldán 15. Eduardo Miguel Moritto 16. Iris Teresa Lezcano 17. Gregorio Tomás Romero | —                     | —                     | —                     | 3.943                 | 0,96                  | —                     | 3.741                  | 0,88                   |                        |                |
| Votos afirmativos        | Votos afirmativos                              | Votos afirmativos | Votos afirmativos | Votos afirmativos     | Votos afirmativos     | Votos afirmativos     | 412.875               | 90,84                 |                       | 423.369                | 93,15                  |                        |                |
| Votos en blanco          | Votos en blanco                                | Votos en blanco | Votos en blanco | Votos en blanco       | Votos en blanco       | Votos en blanco       | 35.217                | 7,75                  |                       | 25.211                 | 5,55                   |                        |                |
| Votos anulados           | Votos anulados                                 | Votos anulados | Votos anulados | Votos anulados        | Votos anulados        | Votos anulados        | 6.419                 | 1,41                  |                       | 5.927                  | 1,30                   |                        |                |
| Participación            | Participación                                  | Participación | Participación | Participación         | Participación         | Participación         | 454.511               | 75,23                 |                       | 454.507                | 75,23                  |                        |                |
| Electores registrados    | Electores registrados                          | Electores registrados | Electores registrados | Electores registrados | Electores registrados | Electores registrados | 604.176               | 100                   |                       | 604.176                | 100                    |                        |                |
| Fuente:                  |                                                | | |                       |                       |                       |                       |                       |                       |                        |                        |                        |                |

#### Resultados por departamento
| 25 de Mayo 1 Diputado    | 25 de Mayo 1 Diputado                          | 25 de Mayo 1 Diputado    | 25 de Mayo 1 Diputado      | 25 de Mayo 1 Diputado | 25 de Mayo 1 Diputado | 25 de Mayo 1 Diputado | 25 de Mayo 1 Diputado |
| Agrupación               | Agrupación                                     | Subagrupación            | Candidato                  | Subagrupación         | Subagrupación         | Agrupación            | Agrupación            |
| Agrupación               | Agrupación                                     | Subagrupación            | Candidato                  | Votos                 | %                     | Votos                 | %                     |
| ------------------------ | ---------------------------------------------- | ------------------------ | -------------------------- | --------------------- | --------------------- | --------------------- | --------------------- |
|                          | San Juan por Todos                             | Vamos San Juan           | Juan Carlos Quiroga Moyano | 5.712                 | 88,85                 | 6.429                 | 62,95                 |
| San Juan Vuelve          | San Juan por Todos                             | R. Enrique               | 717                        | 11,15                 |                       | 6.429                 | 62,95                 |
|                          | Unidos por San Juan                            | Cambia San Juan          | Claudio Cuello             | 3.039                 | 94,61                 | 3.212                 | 31,45                 |
| Evolución Liberal        | Unidos por San Juan                            | A. Lucero                | 87                         | 2,71                  |                       | 3.212                 | 31,45                 |
| Juntos                   | Unidos por San Juan                            | N. Zalazar               | 44                         | 1,37                  |                       | 3.212                 | 31,45                 |
| San Juan al Futuro       | Unidos por San Juan                            | L. Vera                  | 42                         | 1,31                  |                       | 3.212                 | 31,45                 |
|                          | Desarrollo y Libertad                          | Desarrollo y Unidad      | G. Reinoso                 | 412                   | 72,03                 | 572                   | 5,60                  |
| El Rugido de la Libertad | Desarrollo y Libertad                          | R. González              | 94                         | 16,43                 |                       | 572                   | 5,60                  |
| Libertarios              | Desarrollo y Libertad                          | N. Illanes               | 66                         | 11,54                 |                       | 572                   | 5,60                  |
| Votos positivos          | Votos positivos                                | Votos positivos          | Votos positivos            | Votos positivos       | Votos positivos       | 10.213                | 92,57                 |
| Votos en blanco          | Votos en blanco                                | Votos en blanco          | Votos en blanco            | Votos en blanco       | Votos en blanco       | 749                   | 6,79                  |
| Votos nulos              | Votos nulos                                    | Votos nulos              | Votos nulos                | Votos nulos           | Votos nulos           | 71                    | 0,64                  |
| Participación            | Participación                                  | Participación            | Participación              | Participación         | Participación         | 11.033                | 74,84                 |
| Electores registrados    | Electores registrados                          | Electores registrados    | Electores registrados      | Electores registrados | Electores registrados | 14.742                | 100                   |
| 9 de Julio 1 Diputado    |                                                |                          |                            |                       |                       |                       |                       |
| Agrupación               | Agrupación                                     | Subagrupación            | Candidato                  | Subagrupación         | Subagrupación         | Agrupación            | Agrupación            |
| Agrupación               | Agrupación                                     | Subagrupación            | Candidato                  | Votos                 | %                     | Votos                 | %                     |
|                          | Unidos por San Juan                            | Cambia San Juan          | Gustavo Núñez              | 2.456                 | 66,65                 | 3.685                 | 54,54                 |
| Evolución Liberal        | Unidos por San Juan                            | L. Allende               | 1.164                      | 31,59                 |                       | 3.685                 | 54,54                 |
| Juntos                   | Unidos por San Juan                            | V. Guerra                | 49                         | 1,33                  |                       | 3.685                 | 54,54                 |
| San Juan al Futuro       | Unidos por San Juan                            | N. Marun                 | 16                         | 0,43                  |                       | 3.685                 | 54,54                 |
|                          | San Juan por Todos                             | Vamos San Juan           | José Luis Lucero           | 2.361                 | 83,22                 | 2.837                 | 41,99                 |
| San Juan Vuelve          | San Juan por Todos                             | M. Usair                 | 476                        | 16,78                 |                       | 2.837                 | 41,99                 |
|                          | Desarrollo y Libertad                          | Desarrollo y Unidad      | P. Ruiz                    | 114                   | 57,29                 | 199                   | 2,95                  |
| El Rugido de la Libertad | Desarrollo y Libertad                          | A. Castro                | 46                         | 23,12                 |                       | 199                   | 2,95                  |
| Libertarios              | Desarrollo y Libertad                          | J. Leyes                 | 39                         | 19,60                 |                       | 199                   | 2,95                  |
|                          | Frente de Izquierda y de Trabajadores - Unidad | —                        | Y. Nievas                  | —                     | —                     | 36                    | 0,53                  |
| Votos positivos          | Votos positivos                                | Votos positivos          | Votos positivos            | Votos positivos       | Votos positivos       | 6.757                 | 88,93                 |
| Votos en blanco          | Votos en blanco                                | Votos en blanco          | Votos en blanco            | Votos en blanco       | Votos en blanco       | 806                   | 10,61                 |
| Votos nulos              | Votos nulos                                    | Votos nulos              | Votos nulos                | Votos nulos           | Votos nulos           | 35                    | 0,46                  |
| Participación            | Participación                                  | Participación            | Participación              | Participación         | Participación         | 7.598                 | 79,89                 |
| Electores registrados    | Electores registrados                          | Electores registrados    | Electores registrados      | Electores registrados | Electores registrados | 9.510                 | 100                   |
| Albardón 1 Diputado      |                                                |                          |                            |                       |                       |                       |                       |
| Agrupación               | Agrupación                                     | Subagrupación            | Candidato                  | Subagrupación         | Subagrupación         | Agrupación            | Agrupación            |
| Agrupación               | Agrupación                                     | Subagrupación            | Candidato                  | Votos                 | %                     | Votos                 | %                     |
|                          | San Juan por Todos                             | Vamos San Juan           | Pedro Enrique Albagli      | 4.391                 | 54,85                 | 8.006                 | 48,41                 |
| San Juan Vuelve          | San Juan por Todos                             | G. Balmaceda             | 3.615                      | 45,15                 |                       | 8.006                 | 48,41                 |
|                          | Unidos por San Juan                            | Cambia San Juan          | Silvana González           | 6.090                 | 82,02                 | 7.425                 | 44,89                 |
| Juntos                   | Unidos por San Juan                            | S. Loncaric              | 922                        | 12,42                 |                       | 7.425                 | 44,89                 |
| Evolución Liberal        | Unidos por San Juan                            | J. Maestre               | 243                        | 3,27                  |                       | 7.425                 | 44,89                 |
| San Juan al Futuro       | Unidos por San Juan                            | D. Trigo                 | 170                        | 2,29                  |                       | 7.425                 | 44,89                 |
|                          | Desarrollo y Libertad                          | Desarrollo y Unidad      | M. Chaves                  | 415                   | 40,37                 | 1.028                 | 6,22                  |
| El Rugido de la Libertad | Desarrollo y Libertad                          | M. Pantano               | 335                        | 32,59                 |                       | 1.028                 | 6,22                  |
| Libertarios              | Desarrollo y Libertad                          | M. Flores                | 278                        | 27,04                 |                       | 1.028                 | 6,22                  |
|                          | Frente de Izquierda y de Trabajadores - Unidad | —                        | R. Pérez                   | —                     | —                     | 80                    | 0,48                  |
| Votos positivos          | Votos positivos                                | Votos positivos          | Votos positivos            | Votos positivos       | Votos positivos       | 16.539                | 93,29                 |
| Votos en blanco          | Votos en blanco                                | Votos en blanco          | Votos en blanco            | Votos en blanco       | Votos en blanco       | 993                   | 5,60                  |
| Votos nulos              | Votos nulos                                    | Votos nulos              | Votos nulos                | Votos nulos           | Votos nulos           | 197                   | 1,11                  |
| Participación            | Participación                                  | Participación            | Participación              | Participación         | Participación         | 17.729                | 79,59                 |
| Electores registrados    | Electores registrados                          | Electores registrados    | Electores registrados      | Electores registrados | Electores registrados | 22.275                | 100                   |
| Angaco 1 Diputado        |                                                |                          |                            |                       |                       |                       |                       |
| Agrupación               | Agrupación                                     | Subagrupación            | Candidato                  | Subagrupación         | Subagrupación         | Agrupación            | Agrupación            |
| Agrupación               | Agrupación                                     | Subagrupación            | Candidato                  | Votos                 | %                     | Votos                 | %                     |
|                          | San Juan por Todos                             | Vamos San Juan           | Andrés Marcelo Mallea      | 3.611                 | 79,80                 | 4.525                 | 73,82                 |
| San Juan Vuelve          | San Juan por Todos                             | C. Palacio               | 914                        | 20,20                 |                       | 4.525                 | 73,82                 |
|                          | Unidos por San Juan                            | Cambia San Juan          | Cristina Cardozo           | 1.046                 | 80,96                 | 1.292                 | 21,08                 |
| Juntos                   | Unidos por San Juan                            | M. Cordero               | 149                        | 11,53                 |                       | 1.292                 | 21,08                 |
| Evolución Liberal        | Unidos por San Juan                            | J. Rodríguez             | 73                         | 5,65                  |                       | 1.292                 | 21,08                 |
| San Juan al Futuro       | Unidos por San Juan                            | Z. Varela                | 24                         | 1,86                  |                       | 1.292                 | 21,08                 |
|                          | Desarrollo y Libertad                          | Desarrollo y Unidad      | S. Escuela                 | 264                   | 84,35                 | 313                   | 5,11                  |
| El Rugido de la Libertad | Desarrollo y Libertad                          | A. Maldonado             | 31                         | 9,90                  |                       | 313                   | 5,11                  |
| Libertarios              | Desarrollo y Libertad                          | E. Cáceres               | 18                         | 5,75                  |                       | 313                   | 5,11                  |
| Votos positivos          | Votos positivos                                | Votos positivos          | Votos positivos            | Votos positivos       | Votos positivos       | 6.130                 | 91,47                 |
| Votos en blanco          | Votos en blanco                                | Votos en blanco          | Votos en blanco            | Votos en blanco       | Votos en blanco       | 500                   | 7,46                  |
| Votos nulos              | Votos nulos                                    | Votos nulos              | Votos nulos                | Votos nulos           | Votos nulos           | 72                    | 1,07                  |
| Participación            | Participación                                  | Participación            | Participación              | Participación         | Participación         | 6.702                 | 81,12                 |
| Electores registrados    | Electores registrados                          | Electores registrados    | Electores registrados      | Electores registrados | Electores registrados | 8.262                 | 100                   |
| Calingasta 1 Diputado    |                                                |                          |                            |                       |                       |                       |                       |
| Agrupación               | Agrupación                                     | Subagrupación            | Candidato                  | Subagrupación         | Subagrupación         | Agrupación            | Agrupación            |
| Agrupación               | Agrupación                                     | Subagrupación            | Candidato                  | Votos                 | %                     | Votos                 | %                     |
|                          | San Juan por Todos                             | Vamos San Juan           | Jorge Castañeda            | 3.191                 | 90,19                 | 3.538                 | 64,29                 |
| San Juan Vuelve          | San Juan por Todos                             | Graciela Navea           | 347                        | 9,81                  |                       | 3.538                 | 64,29                 |
|                          | Unidos por San Juan                            | Cambia San Juan          | Leticia Fernández          | 1.593                 | 95,79                 | 1.663                 | 30,22                 |
| Juntos                   | Unidos por San Juan                            | J. López                 | 57                         | 3,43                  |                       | 1.663                 | 30,22                 |
| San Juan al Futuro       | Unidos por San Juan                            | J. Tejada                | 13                         | 0,78                  |                       | 1.663                 | 30,22                 |
|                          | Desarrollo y Libertad                          | Libertarios              | G. Maya                    | 226                   | 74,83                 | 302                   | 5,49                  |
| El Rugido de la Libertad | Desarrollo y Libertad                          | R. Serpa                 | 54                         | 17,88                 |                       | 302                   | 5,49                  |
| Desarrollo y Unidad      | Desarrollo y Libertad                          | A. Pizarro               | 22                         | 7,28                  |                       | 302                   | 5,49                  |
| Votos positivos          | Votos positivos                                | Votos positivos          | Votos positivos            | Votos positivos       | Votos positivos       | 5.503                 | 85,37                 |
| Votos en blanco          | Votos en blanco                                | Votos en blanco          | Votos en blanco            | Votos en blanco       | Votos en blanco       | 874                   | 13,56                 |
| Votos nulos              | Votos nulos                                    | Votos nulos              | Votos nulos                | Votos nulos           | Votos nulos           | 69                    | 1,07                  |
| Participación            | Participación                                  | Participación            | Participación              | Participación         | Participación         | 6.446                 | 74,08                 |
| Electores registrados    | Electores registrados                          | Electores registrados    | Electores registrados      | Electores registrados | Electores registrados | 8.701                 | 100                   |
| Capital 1 Diputado       |                                                |                          |                            |                       |                       |                       |                       |
| Agrupación               | Agrupación                                     | Subagrupación            | Candidato                  | Subagrupación         | Subagrupación         | Agrupación            | Agrupación            |
| Agrupación               | Agrupación                                     | Subagrupación            | Candidato                  | Votos                 | %                     | Votos                 | %                     |
|                          | Unidos por San Juan                            | Cambia San Juan          | Gustavo Fernández          | 30.403                | 90,14                 | 33.727                | 52,49                 |
| Juntos                   | Unidos por San Juan                            | Mariano Aracena          | 1.913                      | 5,67                  |                       | 33.727                | 52,49                 |
| Evolución Liberal        | Unidos por San Juan                            | Juan Carmona Crocco      | 806                        | 2,39                  |                       | 33.727                | 52,49                 |
| San Juan al Futuro       | Unidos por San Juan                            | Ángela Hernández         | 605                        | 1,79                  |                       | 33.727                | 52,49                 |
|                          | San Juan por Todos                             | Vamos San Juan           | Celina Inés Ramella        | 15.097                | 62,37                 | 24.206                | 37,67                 |
| San Juan Vuelve          | San Juan por Todos                             | Ana Laura Riveros        | 9.109                      | 37,63                 |                       | 24.206                | 37,67                 |
|                          | Desarrollo y Libertad                          | Desarrollo y Unidad      | Cristian Javier Plaza      | 3.045                 | 56,69                 | 5.371                 | 8,36                  |
| El Rugido de la Libertad | Desarrollo y Libertad                          | Nicolás Antonio Segovia  | 1.396                      | 25,99                 |                       | 5.371                 | 8,36                  |
| Libertarios              | Desarrollo y Libertad                          | Horacio Schoenfeld       | 930                        | 17,32                 |                       | 5.371                 | 8,36                  |
|                          | Frente de Izquierda y de Trabajadores - Unidad | —                        | Claudia Adriana Cantoni    | —                     | —                     | 948                   | 1,48                  |
| Votos positivos          | Votos positivos                                | Votos positivos          | Votos positivos            | Votos positivos       | Votos positivos       | 64.252                | 94,90                 |
| Votos en blanco          | Votos en blanco                                | Votos en blanco          | Votos en blanco            | Votos en blanco       | Votos en blanco       | 2.541                 | 3,75                  |
| Votos nulos              | Votos nulos                                    | Votos nulos              | Votos nulos                | Votos nulos           | Votos nulos           | 915                   | 1,35                  |
| Participación            | Participación                                  | Participación            | Participación              | Participación         | Participación         | 67.708                | 72,34                 |
| Electores registrados    | Electores registrados                          | Electores registrados    | Electores registrados      | Electores registrados | Electores registrados | 93.592                | 100                   |
| Caucete 1 Diputado       |                                                |                          |                            |                       |                       |                       |                       |
| Agrupación               | Agrupación                                     | Subagrupación            | Candidato                  | Subagrupación         | Subagrupación         | Agrupación            | Agrupación            |
| Agrupación               | Agrupación                                     | Subagrupación            | Candidato                  | Votos                 | %                     | Votos                 | %                     |
|                          | San Juan por Todos                             | Vamos San Juan           | Emilio Gabriel Escudero    | 13.347                | 91,61                 | 14.570                | 64,46                 |
| San Juan Vuelve          | San Juan por Todos                             | M. Videla                | 1.223                      | 8,39                  |                       | 14.570                | 64,46                 |
|                          | Unidos por San Juan                            | Cambia San Juan          | Salvador Mercado           | 6.357                 | 95,87                 | 6.631                 | 29,34                 |
| Evolución Liberal        | Unidos por San Juan                            | M. Mascarell             | 149                        | 2,25                  |                       | 6.631                 | 29,34                 |
| San Juan al Futuro       | Unidos por San Juan                            | W. López                 | 67                         | 1,01                  |                       | 6.631                 | 29,34                 |
| Juntos                   | Unidos por San Juan                            | A. Morales               | 58                         | 0,87                  |                       | 6.631                 | 29,34                 |
|                          | Desarrollo y Libertad                          | Desarrollo y Unidad      | C. Quiroga                 | 813                   | 67,52                 | 1.204                 | 5,33                  |
| El Rugido de la Libertad | Desarrollo y Libertad                          | J. Sánchez               | 274                        | 22,76                 |                       | 1.204                 | 5,33                  |
| Libertarios              | Desarrollo y Libertad                          | W. Delgado               | 117                        | 9,72                  |                       | 1.204                 | 5,33                  |
|                          | Frente de Izquierda y de Trabajadores - Unidad | —                        | M. Matos                   | —                     | —                     | 197                   | 0,87                  |
| Votos positivos          | Votos positivos                                | Votos positivos          | Votos positivos            | Votos positivos       | Votos positivos       | 22.602                | 94,79                 |
| Votos en blanco          | Votos en blanco                                | Votos en blanco          | Votos en blanco            | Votos en blanco       | Votos en blanco       | 1.096                 | 4,60                  |
| Votos nulos              | Votos nulos                                    | Votos nulos              | Votos nulos                | Votos nulos           | Votos nulos           | 147                   | 0,62                  |
| Participación            | Participación                                  | Participación            | Participación              | Participación         | Participación         | 23.845                | 75,55                 |
| Electores registrados    | Electores registrados                          | Electores registrados    | Electores registrados      | Electores registrados | Electores registrados | 31.561                | 100                   |
| Chimbas 1 Diputado       |                                                |                          |                            |                       |                       |                       |                       |
| Agrupación               | Agrupación                                     | Subagrupación            | Candidato                  | Subagrupación         | Subagrupación         | Agrupación            | Agrupación            |
| Agrupación               | Agrupación                                     | Subagrupación            | Candidato                  | Votos                 | %                     | Votos                 | %                     |
|                          | San Juan por Todos                             | San Juan Vuelve          | Gabriel Sánchez            | 26.904                | 78,41                 | 34.311                | 68,55                 |
| Vamos San Juan           | San Juan por Todos                             | Mario Ramón Tello        | 7.407                      | 21,59                 |                       | 34.311                | 68,55                 |
|                          | Unidos por San Juan                            | Cambia San Juan          | José Ureña                 | 9.561                 | 87,49                 | 10.928                | 21,83                 |
| Juntos                   | Unidos por San Juan                            | M. Zuleta                | 673                        | 6,16                  |                       | 10.928                | 21,83                 |
| Evolución Liberal        | Unidos por San Juan                            | P. Stabile               | 417                        | 3,82                  |                       | 10.928                | 21,83                 |
| San Juan al Futuro       | Unidos por San Juan                            | V. Riveros               | 277                        | 2,53                  |                       | 10.928                | 21,83                 |
|                          | Desarrollo y Libertad                          | Desarrollo y Unidad      | J. Pelletier               | 2.988                 | 67,86                 | 4.403                 | 8,80                  |
| El Rugido de la Libertad | Desarrollo y Libertad                          | D. Carrizo               | 836                        | 18,99                 |                       | 4.403                 | 8,80                  |
| Libertarios              | Desarrollo y Libertad                          | A. Tolaba                | 579                        | 13,15                 |                       | 4.403                 | 8,80                  |
|                          | Frente de Izquierda y de Trabajadores - Unidad | —                        | J. Ávila                   | —                     | —                     | 412                   | 0,82                  |
| Votos positivos          | Votos positivos                                | Votos positivos          | Votos positivos            | Votos positivos       | Votos positivos       | 50.054                | 92,95                 |
| Votos en blanco          | Votos en blanco                                | Votos en blanco          | Votos en blanco            | Votos en blanco       | Votos en blanco       | 2.901                 | 5,39                  |
| Votos nulos              | Votos nulos                                    | Votos nulos              | Votos nulos                | Votos nulos           | Votos nulos           | 898                   | 1,67                  |
| Participación            | Participación                                  | Participación            | Participación              | Participación         | Participación         | 53.853                | 73,90                 |
| Electores registrados    | Electores registrados                          | Electores registrados    | Electores registrados      | Electores registrados | Electores registrados | 72.870                | 100                   |
| Iglesia 1 Diputado       |                                                |                          |                            |                       |                       |                       |                       |
| Agrupación               | Agrupación                                     | Subagrupación            | Candidato                  | Subagrupación         | Subagrupación         | Agrupación            | Agrupación            |
| Agrupación               | Agrupación                                     | Subagrupación            | Candidato                  | Votos                 | %                     | Votos                 | %                     |
|                          | San Juan por Todos                             | Vamos San Juan           | Gustavo Deguer             | 2.471                 | 71,54                 | 3.454                 | 61,84                 |
| San Juan Vuelve          | San Juan por Todos                             | Rodolfo Chávez           | 983                        | 28,46                 |                       | 3.454                 | 61,84                 |
|                          | Unidos por San Juan                            | Cambia San Juan          | Alejandro Pizarro          | 945                   | 68,43                 | 1.381                 | 24,73                 |
| San Juan al Futuro       | Unidos por San Juan                            | H. Paredes               | 307                        | 22,23                 |                       | 1.381                 | 24,73                 |
| Evolución Liberal        | Unidos por San Juan                            | M. Vallejos              | 65                         | 4,71                  |                       | 1.381                 | 24,73                 |
| Juntos                   | Unidos por San Juan                            | S. Varela                | 64                         | 4,63                  |                       | 1.381                 | 24,73                 |
|                          | Desarrollo y Libertad                          | Desarrollo y Unidad      | S. Gómez                   | 699                   | 93,20                 | 750                   | 13,43                 |
| Libertarios              | Desarrollo y Libertad                          | M. Aguilera              | 33                         | 4,40                  |                       | 750                   | 13,43                 |
| El Rugido de la Libertad | Desarrollo y Libertad                          | M. Trigo                 | 18                         | 2,40                  |                       | 750                   | 13,43                 |
| Votos positivos          | Votos positivos                                | Votos positivos          | Votos positivos            | Votos positivos       | Votos positivos       | 5.585                 | 88,58                 |
| Votos en blanco          | Votos en blanco                                | Votos en blanco          | Votos en blanco            | Votos en blanco       | Votos en blanco       | 670                   | 10,63                 |
| Votos nulos              | Votos nulos                                    | Votos nulos              | Votos nulos                | Votos nulos           | Votos nulos           | 50                    | 0,79                  |
| Participación            | Participación                                  | Participación            | Participación              | Participación         | Participación         | 6.305                 | 79,02                 |
| Electores registrados    | Electores registrados                          | Electores registrados    | Electores registrados      | Electores registrados | Electores registrados | 7.979                 | 100                   |
| Jáchal 1 Diputado        |                                                |                          |                            |                       |                       |                       |                       |
| Agrupación               | Agrupación                                     | Subagrupación            | Candidato                  | Subagrupación         | Subagrupación         | Agrupación            | Agrupación            |
| Agrupación               | Agrupación                                     | Subagrupación            | Candidato                  | Votos                 | %                     | Votos                 | %                     |
|                          | San Juan por Todos                             | Vamos San Juan           | Miguel Ángel Vega          | 5.295                 | 66,47                 | 7.966                 | 54,05                 |
| San Juan Vuelve          | San Juan por Todos                             | J. Cortez                | 2.671                      | 33,53                 |                       | 7.966                 | 54,05                 |
|                          | Unidos por San Juan                            | Cambia San Juan          | Carlos Páez                | 5.677                 | 88,51                 | 6.414                 | 43,52                 |
| Juntos                   | Unidos por San Juan                            | J. Morales               | 569                        | 8,87                  |                       | 6.414                 | 43,52                 |
| Evolución Liberal        | Unidos por San Juan                            | L. García                | 131                        | 2,04                  |                       | 6.414                 | 43,52                 |
| San Juan al Futuro       | Unidos por San Juan                            | J. Valdez                | 37                         | 0,58                  |                       | 6.414                 | 43,52                 |
|                          | Desarrollo y Libertad                          | Desarrollo y Unidad      | L. García                  | 164                   | 51,57                 | 318                   | 2,16                  |
| Libertarios              | Desarrollo y Libertad                          | M. Jofré                 | 97                         | 30,50                 |                       | 318                   | 2,16                  |
| El Rugido de la Libertad | Desarrollo y Libertad                          | F. Ábalo                 | 57                         | 17,92                 |                       | 318                   | 2,16                  |
|                          | Frente de Izquierda y de Trabajadores - Unidad | —                        | L. Acosta                  | —                     | —                     | 40                    | 0,27                  |
| Votos positivos          | Votos positivos                                | Votos positivos          | Votos positivos            | Votos positivos       | Votos positivos       | 14.738                | 90,99                 |
| Votos en blanco          | Votos en blanco                                | Votos en blanco          | Votos en blanco            | Votos en blanco       | Votos en blanco       | 1.279                 | 7,90                  |
| Votos nulos              | Votos nulos                                    | Votos nulos              | Votos nulos                | Votos nulos           | Votos nulos           | 181                   | 1,12                  |
| Participación            | Participación                                  | Participación            | Participación              | Participación         | Participación         | 16.198                | 81,27                 |
| Electores registrados    | Electores registrados                          | Electores registrados    | Electores registrados      | Electores registrados | Electores registrados | 19.931                | 100                   |
| Pocito 1 Diputado        |                                                |                          |                            |                       |                       |                       |                       |
| Agrupación               | Agrupación                                     | Subagrupación            | Candidato                  | Subagrupación         | Subagrupación         | Agrupación            | Agrupación            |
| Agrupación               | Agrupación                                     | Subagrupación            | Candidato                  | Votos                 | %                     | Votos                 | %                     |
|                          | San Juan por Todos                             | Vamos San Juan           | Stella Maris Caparrós      | 13.857                | 67,96                 | 20.390                | 60,24                 |
| San Juan Vuelve          | San Juan por Todos                             | Miguel Hogalde           | 6.533                      | 32,04                 |                       | 20.390                | 60,24                 |
|                          | Unidos por San Juan                            | Cambia San Juan          | Sergio Prado               | 7.942                 | 83,11                 | 9.556                 | 28,23                 |
| San Juan al Futuro       | Unidos por San Juan                            | M. Pérez                 | 750                        | 7,85                  |                       | 9.556                 | 28,23                 |
| Evolución Liberal        | Unidos por San Juan                            | M. Gómez                 | 521                        | 5,45                  |                       | 9.556                 | 28,23                 |
| Juntos                   | Unidos por San Juan                            | R. Santiago              | 343                        | 3,59                  |                       | 9.556                 | 28,23                 |
|                          | Desarrollo y Libertad                          | Desarrollo y Unidad      | M. Sánchez                 | 1.633                 | 46,18                 | 3.536                 | 10,45                 |
| El Rugido de la Libertad | Desarrollo y Libertad                          | E. Busto                 | 1.264                      | 35,75                 |                       | 3.536                 | 10,45                 |
| Libertarios              | Desarrollo y Libertad                          | M. Moreno                | 639                        | 18,07                 |                       | 3.536                 | 10,45                 |
|                          | Frente de Izquierda y de Trabajadores - Unidad | —                        | A. López                   | —                     | —                     | 364                   | 1,08                  |
| Votos positivos          | Votos positivos                                | Votos positivos          | Votos positivos            | Votos positivos       | Votos positivos       | 33.846                | 92,53                 |
| Votos en blanco          | Votos en blanco                                | Votos en blanco          | Votos en blanco            | Votos en blanco       | Votos en blanco       | 2.214                 | 6,05                  |
| Votos nulos              | Votos nulos                                    | Votos nulos              | Votos nulos                | Votos nulos           | Votos nulos           | 520                   | 1,42                  |
| Participación            | Participación                                  | Participación            | Participación              | Participación         | Participación         | 36.580                | 74,47                 |
| Electores registrados    | Electores registrados                          | Electores registrados    | Electores registrados      | Electores registrados | Electores registrados | 49.119                | 100                   |
| Rawson 1 Diputado        |                                                |                          |                            |                       |                       |                       |                       |
| Agrupación               | Agrupación                                     | Subagrupación            | Candidato                  | Subagrupación         | Subagrupación         | Agrupación            | Agrupación            |
| Agrupación               | Agrupación                                     | Subagrupación            | Candidato                  | Votos                 | %                     | Votos                 | %                     |
|                          | San Juan por Todos                             | Vamos San Juan           | Pablo García Nieto         | 23.646                | 58,86                 | 40.176                | 59,27                 |
| San Juan Vuelve          | San Juan por Todos                             | Lucía Muñoz              | 16.530                     | 41,14                 |                       | 40.176                | 59,27                 |
|                          | Unidos por San Juan                            | Cambia San Juan          | Emilio Achem               | 17.906                | 88,94                 | 20.132                | 29,85                 |
| Evolución Liberal        | Unidos por San Juan                            | M. Requena               | 1.174                      | 5,83                  |                       | 20.132                | 29,85                 |
| Juntos                   | Unidos por San Juan                            | S. Arancibia             | 648                        | 3,22                  |                       | 20.132                | 29,85                 |
| San Juan al Futuro       | Unidos por San Juan                            | T. Cortez                | 404                        | 2,01                  |                       | 20.132                | 29,85                 |
|                          | Desarrollo y Libertad                          | Desarrollo y Unidad      | R. Cortez                  | 3.051                 | 47,50                 | 6.423                 | 9,52                  |
| El Rugido de la Libertad | Desarrollo y Libertad                          | R. Rodríguez             | 1.997                      | 31,09                 |                       | 6.423                 | 9,52                  |
| Libertarios              | Desarrollo y Libertad                          | J. Calosso               | 1.375                      | 21,41                 |                       | 6.423                 | 9,52                  |
|                          | Frente de Izquierda y de Trabajadores - Unidad | —                        | A. Monla                   | —                     | —                     | 711                   | 1,05                  |
| Votos positivos          | Votos positivos                                | Votos positivos          | Votos positivos            | Votos positivos       | Votos positivos       | 67.442                | 92,56                 |
| Votos en blanco          | Votos en blanco                                | Votos en blanco          | Votos en blanco            | Votos en blanco       | Votos en blanco       | 4.286                 | 5,88                  |
| Votos nulos              | Votos nulos                                    | Votos nulos              | Votos nulos                | Votos nulos           | Votos nulos           | 1.138                 | 1,56                  |
| Participación            | Participación                                  | Participación            | Participación              | Participación         | Participación         | 72.866                | 73,12                 |
| Electores registrados    | Electores registrados                          | Electores registrados    | Electores registrados      | Electores registrados | Electores registrados | 99.650                | 100                   |
| Rivadavia 1 Diputado     |                                                |                          |                            |                       |                       |                       |                       |
| Agrupación               | Agrupación                                     | Subagrupación            | Candidato                  | Subagrupación         | Subagrupación         | Agrupación            | Agrupación            |
| Agrupación               | Agrupación                                     | Subagrupación            | Candidato                  | Votos                 | %                     | Votos                 | %                     |
|                          | Unidos por San Juan                            | Cambia San Juan          | Juan de la Cruz Córdoba    | 26.305                | 94,29                 | 27.898                | 52,82                 |
| Juntos                   | Unidos por San Juan                            | M. Russo                 | 610                        | 2,19                  |                       | 27.898                | 52,82                 |
| San Juan al Futuro       | Unidos por San Juan                            | J. Montaña               | 509                        | 1,82                  |                       | 27.898                | 52,82                 |
| Evolución Liberal        | Unidos por San Juan                            | G. Mercado               | 474                        | 1,70                  |                       | 27.898                | 52,82                 |
|                          | San Juan por Todos                             | Vamos San Juan           | Emiliano Paradiso          | 11.657                | 57,77                 | 20.177                | 38,20                 |
| San Juan Vuelve          | San Juan por Todos                             | Jorge Elgueta            | 8.520                      | 42,23                 |                       | 20.177                | 38,20                 |
|                          | Desarrollo y Libertad                          | Desarrollo y Unidad      | A. Alanis                  | 1.871                 | 45,79                 | 4.086                 | 7,74                  |
| El Rugido de la Libertad | Desarrollo y Libertad                          | E. Mazziotti             | 1.668                      | 40,82                 |                       | 4.086                 | 7,74                  |
| Libertarios              | Desarrollo y Libertad                          | J. Díaz                  | 547                        | 13,39                 |                       | 4.086                 | 7,74                  |
|                          | Frente de Izquierda y de Trabajadores - Unidad | —                        | S. Heredia                 | —                     | —                     | 659                   | 1,25                  |
| Votos positivos          | Votos positivos                                | Votos positivos          | Votos positivos            | Votos positivos       | Votos positivos       | 52.820                | 94,30                 |
| Votos en blanco          | Votos en blanco                                | Votos en blanco          | Votos en blanco            | Votos en blanco       | Votos en blanco       | 2.304                 | 4,11                  |
| Votos nulos              | Votos nulos                                    | Votos nulos              | Votos nulos                | Votos nulos           | Votos nulos           | 889                   | 1,59                  |
| Participación            | Participación                                  | Participación            | Participación              | Participación         | Participación         | 56.013                | 74,67                 |
| Electores registrados    | Electores registrados                          | Electores registrados    | Electores registrados      | Electores registrados | Electores registrados | 75.013                | 100                   |
| San Martín 1 Diputado    |                                                |                          |                            |                       |                       |                       |                       |
| Agrupación               | Agrupación                                     | Subagrupación            | Candidato                  | Subagrupación         | Subagrupación         | Agrupación            | Agrupación            |
| Agrupación               | Agrupación                                     | Subagrupación            | Candidato                  | Votos                 | %                     | Votos                 | %                     |
|                          | San Juan por Todos                             | Vamos San Juan           | Marta Edit Gramajo         | 4.569                 | 85,32                 | 5.355                 | 69,09                 |
| San Juan Vuelve          | San Juan por Todos                             | J. Gentili               | 786                        | 14,68                 |                       | 5.355                 | 69,09                 |
|                          | Unidos por San Juan                            | Cambia San Juan          | Daiana Guzmán              | 2.147                 | 96,15                 | 2.233                 | 28,81                 |
| Evolución Liberal        | Unidos por San Juan                            | C. Toro                  | 41                         | 1,84                  |                       | 2.233                 | 28,81                 |
| Juntos                   | Unidos por San Juan                            | J. González              | 32                         | 1,43                  |                       | 2.233                 | 28,81                 |
| San Juan al Futuro       | Unidos por San Juan                            | B. Segovia               | 13                         | 0,58                  |                       | 2.233                 | 28,81                 |
|                          | Desarrollo y Libertad                          | Desarrollo y Unidad      | L. Raffo                   | 88                    | 53,99                 | 163                   | 2,10                  |
| El Rugido de la Libertad | Desarrollo y Libertad                          | J. Quevedo               | 52                         | 31,90                 |                       | 163                   | 2,10                  |
| Libertarios              | Desarrollo y Libertad                          | H. Salinas               | 23                         | 14,11                 |                       | 163                   | 2,10                  |
| Votos positivos          | Votos positivos                                | Votos positivos          | Votos positivos            | Votos positivos       | Votos positivos       | 7.751                 | 89,72                 |
| Votos en blanco          | Votos en blanco                                | Votos en blanco          | Votos en blanco            | Votos en blanco       | Votos en blanco       | 827                   | 9,57                  |
| Votos nulos              | Votos nulos                                    | Votos nulos              | Votos nulos                | Votos nulos           | Votos nulos           | 61                    | 0,71                  |
| Participación            | Participación                                  | Participación            | Participación              | Participación         | Participación         | 8.639                 | 82,65                 |
| Electores registrados    | Electores registrados                          | Electores registrados    | Electores registrados      | Electores registrados | Electores registrados | 10.453                | 100                   |
| Santa Lucía 1 Diputado   |                                                |                          |                            |                       |                       |                       |                       |
| Agrupación               | Agrupación                                     | Subagrupación            | Candidato                  | Subagrupación         | Subagrupación         | Agrupación            | Agrupación            |
| Agrupación               | Agrupación                                     | Subagrupación            | Candidato                  | Votos                 | %                     | Votos                 | %                     |
|                          | Unidos por San Juan                            | Cambia San Juan          | Carlos Platero             | 18.123                | 94,41                 | 19.196                | 60,29                 |
| Juntos                   | Unidos por San Juan                            | A. Castro                | 534                        | 2,78                  |                       | 19.196                | 60,29                 |
| Evolución Liberal        | Unidos por San Juan                            | M. Rojo                  | 360                        | 1,88                  |                       | 19.196                | 60,29                 |
| San Juan al Futuro       | Unidos por San Juan                            | J. Galdeano              | 179                        | 0,93                  |                       | 19.196                | 60,29                 |
|                          | San Juan por Todos                             | Vamos San Juan           | Nerina Constanza Eusebi    | 7.758                 | 72,99                 | 10.629                | 33,39                 |
| San Juan Vuelve          | San Juan por Todos                             | Claudia Quintana         | 2.871                      | 27,01                 |                       | 10.629                | 33,39                 |
|                          | Desarrollo y Libertad                          | Desarrollo y Unidad      | G. Bastías                 | 733                   | 42,67                 | 1.718                 | 5,40                  |
| El Rugido de la Libertad | Desarrollo y Libertad                          | M. Malverde              | 676                        | 39,35                 |                       | 1.718                 | 5,40                  |
| Libertarios              | Desarrollo y Libertad                          | L. Castro                | 309                        | 17,99                 |                       | 1.718                 | 5,40                  |
|                          | Frente de Izquierda y de Trabajadores - Unidad | —                        | F. Oropel                  | —                     | —                     | 294                   | 0,92                  |
| Votos positivos          | Votos positivos                                | Votos positivos          | Votos positivos            | Votos positivos       | Votos positivos       | 31.837                | 94,94                 |
| Votos en blanco          | Votos en blanco                                | Votos en blanco          | Votos en blanco            | Votos en blanco       | Votos en blanco       | 1.213                 | 3,62                  |
| Votos nulos              | Votos nulos                                    | Votos nulos              | Votos nulos                | Votos nulos           | Votos nulos           | 484                   | 1,44                  |
| Participación            | Participación                                  | Participación            | Participación              | Participación         | Participación         | 33.534                | 74,91                 |
| Electores registrados    | Electores registrados                          | Electores registrados    | Electores registrados      | Electores registrados | Electores registrados | 44.764                | 100                   |
| Sarmiento 1 Diputado     |                                                |                          |                            |                       |                       |                       |                       |
| Agrupación               | Agrupación                                     | Subagrupación            | Candidato                  | Subagrupación         | Subagrupación         | Agrupación            | Agrupación            |
| Agrupación               | Agrupación                                     | Subagrupación            | Candidato                  | Votos                 | %                     | Votos                 | %                     |
|                          | Unidos por San Juan                            | Cambia San Juan          | Andrés Castro              | 6.686                 | 95,45                 | 7.005                 | 48,87                 |
| Evolución Liberal        | Unidos por San Juan                            | M. Moll                  | 146                        | 2,08                  |                       | 7.005                 | 48,87                 |
| San Juan al Futuro       | Unidos por San Juan                            | O. Yanzón                | 127                        | 1,81                  |                       | 7.005                 | 48,87                 |
| Juntos                   | Unidos por San Juan                            | M. Bravo                 | 46                         | 0,66                  |                       | 7.005                 | 48,87                 |
|                          | San Juan por Todos                             | Vamos San Juan           | Víctor Manuel Menéndez     | 5.111                 | 77,03                 | 6.635                 | 46,29                 |
| San Juan Vuelve          | San Juan por Todos                             | F. Mercado               | 1.524                      | 22,97                 |                       | 6.635                 | 46,29                 |
|                          | Desarrollo y Libertad                          | Desarrollo y Unidad      | F. Giménez                 | 492                   | 71,00                 | 693                   | 4,83                  |
| El Rugido de la Libertad | Desarrollo y Libertad                          | C. Sarmiento             | 115                        | 16,59                 |                       | 693                   | 4,83                  |
| Libertarios              | Desarrollo y Libertad                          | C. Mañas                 | 86                         | 12,41                 |                       | 693                   | 4,83                  |
| Votos positivos          | Votos positivos                                | Votos positivos          | Votos positivos            | Votos positivos       | Votos positivos       | 14.333                | 92,90                 |
| Votos en blanco          | Votos en blanco                                | Votos en blanco          | Votos en blanco            | Votos en blanco       | Votos en blanco       | 941                   | 6,10                  |
| Votos nulos              | Votos nulos                                    | Votos nulos              | Votos nulos                | Votos nulos           | Votos nulos           | 154                   | 1,00                  |
| Participación            | Participación                                  | Participación            | Participación              | Participación         | Participación         | 15.428                | 79,03                 |
| Electores registrados    | Electores registrados                          | Electores registrados    | Electores registrados      | Electores registrados | Electores registrados | 19.521                | 100                   |
| Ullum 1 Diputado         |                                                |                          |                            |                       |                       |                       |                       |
| Agrupación               | Agrupación                                     | Subagrupación            | Candidato                  | Subagrupación         | Subagrupación         | Agrupación            | Agrupación            |
| Agrupación               | Agrupación                                     | Subagrupación            | Candidato                  | Votos                 | %                     | Votos                 | %                     |
|                          | San Juan por Todos                             | Vamos San Juan           | Leopoldo Soler             | 2.172                 | 91,45                 | 2.375                 | 62,22                 |
| San Juan Vuelve          | San Juan por Todos                             | J. Leiva                 | 203                        | 8,55                  |                       | 2.375                 | 62,22                 |
|                          | Unidos por San Juan                            | Cambia San Juan          | A. Tejada                  | 595                   | 81,73                 | 728                   | 19,07                 |
| Evolución Liberal        | Unidos por San Juan                            | S. Cabello               | 105                        | 14,42                 |                       | 728                   | 19,07                 |
| Juntos                   | Unidos por San Juan                            | G. Oieni                 | 25                         | 3,43                  |                       | 728                   | 19,07                 |
| San Juan al Futuro       | Unidos por San Juan                            | B. Pacheco               | 3                          | 0,41                  |                       | 728                   | 19,07                 |
|                          | Desarrollo y Libertad                          | Libertarios              | M. Núñez                   | 442                   | 61,90                 | 714                   | 18,71                 |
| Desarrollo y Unidad      | Desarrollo y Libertad                          | D. Salinas               | 269                        | 37,68                 |                       | 714                   | 18,71                 |
| El Rugido de la Libertad | Desarrollo y Libertad                          | M. Femenia               | 3                          | 0,42                  |                       | 714                   | 18,71                 |
| Votos positivos          | Votos positivos                                | Votos positivos          | Votos positivos            | Votos positivos       | Votos positivos       | 3.817                 | 90,28                 |
| Votos en blanco          | Votos en blanco                                | Votos en blanco          | Votos en blanco            | Votos en blanco       | Votos en blanco       | 402                   | 9,51                  |
| Votos nulos              | Votos nulos                                    | Votos nulos              | Votos nulos                | Votos nulos           | Votos nulos           | 9                     | 0,21                  |
| Participación            | Participación                                  | Participación            | Participación              | Participación         | Participación         | 4.228                 | 89,58                 |
| Electores registrados    | Electores registrados                          | Electores registrados    | Electores registrados      | Electores registrados | Electores registrados | 4.720                 | 100                   |
| Valle Fértil 1 Diputado  |                                                |                          |                            |                       |                       |                       |                       |
| Agrupación               | Agrupación                                     | Subagrupación            | Candidato                  | Subagrupación         | Subagrupación         | Agrupación            | Agrupación            |
| Agrupación               | Agrupación                                     | Subagrupación            | Candidato                  | Votos                 | %                     | Votos                 | %                     |
|                          | San Juan por Todos                             | Vamos San Juan           | Omar Ortiz                 | 3.167                 | 82,86                 | 3.822                 | 72,74                 |
| San Juan Vuelve          | San Juan por Todos                             | J. Cortez                | 655                        | 17,14                 |                       | 3.822                 | 72,74                 |
|                          | Unidos por San Juan                            | Cambia San Juan          | Mario Barros               | 1.118                 | 86,53                 | 1.292                 | 24,59                 |
| Evolución Liberal        | Unidos por San Juan                            | J. Fernández             | 106                        | 8,20                  |                       | 1.292                 | 24,59                 |
| Juntos                   | Unidos por San Juan                            | E. Videla                | 68                         | 5,26                  |                       | 1.292                 | 24,59                 |
|                          | Desarrollo y Libertad                          | El Rugido de la Libertad | J. Hidalgo                 | 100                   | 71,43                 | 140                   | 2,66                  |
| Desarrollo y Unidad      | Desarrollo y Libertad                          | S. Valdés                | 22                         | 15,71                 |                       | 140                   | 2,66                  |
| Libertarios              | Desarrollo y Libertad                          | D. Ortiz                 | 18                         | 12,86                 |                       | 140                   | 2,66                  |
| Votos positivos          | Votos positivos                                | Votos positivos          | Votos positivos            | Votos positivos       | Votos positivos       | 5.254                 | 93,40                 |
| Votos en blanco          | Votos en blanco                                | Votos en blanco          | Votos en blanco            | Votos en blanco       | Votos en blanco       | 346                   | 6,15                  |
| Votos nulos              | Votos nulos                                    | Votos nulos              | Votos nulos                | Votos nulos           | Votos nulos           | 25                    | 0,44                  |
| Participación            | Participación                                  | Participación            | Participación              | Participación         | Participación         | 5.625                 | 82,59                 |
| Electores registrados    | Electores registrados                          | Electores registrados    | Electores registrados      | Electores registrados | Electores registrados | 6.811                 | 100                   |
| Zonda 1 Diputado         |                                                |                          |                            |                       |                       |                       |                       |
| Agrupación               | Agrupación                                     | Subagrupación            | Candidato                  | Subagrupación         | Subagrupación         | Agrupación            | Agrupación            |
| Agrupación               | Agrupación                                     | Subagrupación            | Candidato                  | Votos                 | %                     | Votos                 | %                     |
|                          | San Juan por Todos                             | Vamos San Juan           | Miguel Ángel Atampiz       | 2.072                 | 81,45                 | 2.544                 | 65,30                 |
| San Juan Vuelve          | San Juan por Todos                             | F. Molina                | 472                        | 18,55                 |                       | 2.544                 | 65,30                 |
|                          | Unidos por San Juan                            | Cambia San Juan          | Daniel Aravena             | 1.187                 | 88,85                 | 1.336                 | 34,29                 |
| Evolución Liberal        | Unidos por San Juan                            | V. Ruz                   | 79                         | 5,91                  |                       | 1.336                 | 34,29                 |
| Juntos                   | Unidos por San Juan                            | R. Castro                | 70                         | 5,24                  |                       | 1.336                 | 34,29                 |
| San Juan al Futuro       | Unidos por San Juan                            | E. Ruz                   | 0                          | 0,00                  |                       | 1.336                 | 34,29                 |
|                          | Desarrollo y Libertad                          | El Rugido de la Libertad | C. Aracena                 | 7                     | 43,75                 | 16                    | 0,41                  |
| Libertarios              | Desarrollo y Libertad                          | D. Gamboa                | 6                          | 37,50                 |                       | 16                    | 0,41                  |
| Desarrollo y Unidad      | Desarrollo y Libertad                          | J. González              | 3                          | 18,75                 |                       | 16                    | 0,41                  |
| Votos positivos          | Votos positivos                                | Votos positivos          | Votos positivos            | Votos positivos       | Votos positivos       | 3.896                 | 93,27                 |
| Votos en blanco          | Votos en blanco                                | Votos en blanco          | Votos en blanco            | Votos en blanco       | Votos en blanco       | 269                   | 6,44                  |
| Votos nulos              | Votos nulos                                    | Votos nulos              | Votos nulos                | Votos nulos           | Votos nulos           | 12                    | 0,29                  |
| Participación            | Participación                                  | Participación            | Participación              | Participación         | Participación         | 4.177                 | 88,83                 |
| Electores registrados    | Electores registrados                          | Electores registrados    | Electores registrados      | Electores registrados | Electores registrados | 4.702                 | 100                   |